# Crystal Reed

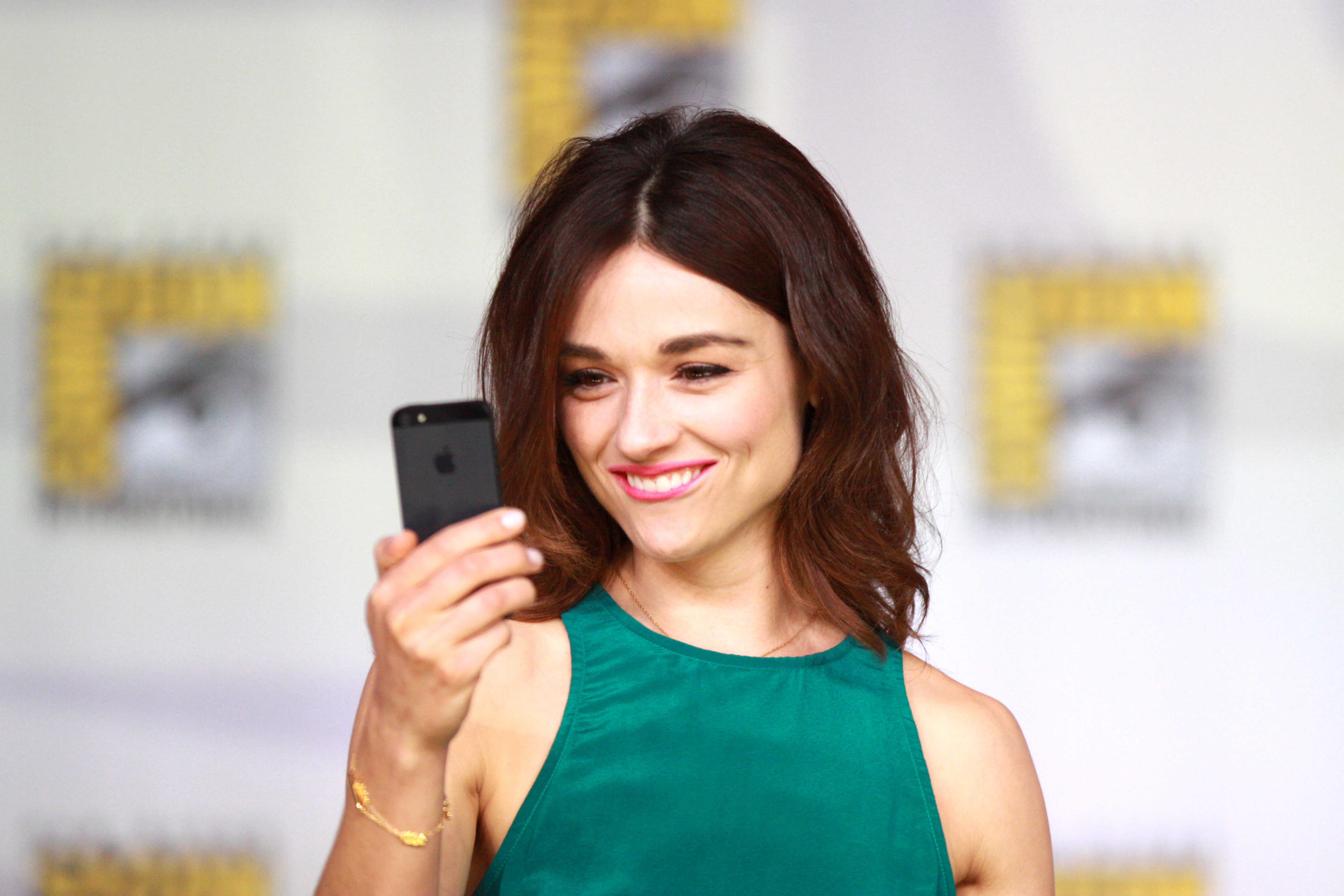
Crystal Reed (in 2013)

Crystal Marie Reed (Detroit, 6 februari 1985) is een Amerikaanse actrice en model. Ze is vooral bekend om haar rol als Allison Argent in de serie Teen Wolf.

## Jeugd
Reed groeide op in Roseville (Michigan). Ze studeerde af aan de Roseville High School in 2003. Ze heeft 1 broer en is opgegroeid in een conservatief katholiek gezin, hoewel ze heeft gezegd dat ze ook de baptistenkerk bezocht. Reed studeerde dans en was danskapitein op de middelbare school. Toen ze in Detroit woonde was ze een actief lid van een lokaal theatergezelschap en speelde ze in musicals als Annie, Fiddler on the Roof en Grease. Ze studeerde aan de Wayne State University en maakte deel uit van het Bachelor of Fine Arts-programma. Ze verhuisde naar Chicago en speelde daar plaatselijke producties. In december 2008 verhuisde ze naar Hollywood om een carrière als actrice op te bouwen.

## Carrière
In het jaar 2010 speelde Reed diverse gastrollen in bekende Amerikaanse hit-series zoals CSI: Crime Scene Investigation, CSI: NY, Rizzoli & Isles en The Hard Times of RJ Berger.
Sinds 2011 speelde ze Allison Argent, de vrouwelijke hoofdrol in de populaire MTV-reeks Teen Wolf. Na drie seizoenen besloot ze de reeks te verlaten om te werken aan andere projecten. In maart 2014 verliet ze de serie definitief en werd haar personage Allison uit de reeks geschreven met een tragische dood-scène. Reed maakte een eenmalige comeback bij Teen Wolf in het vijfde seizoen als Marie-Jeanne Valet, een voorouder van Allison, in de aflevering The Maid of Gévaudan.
Crystal Reed speelde ook enkele filmrollen in onder andere Skyline, Crazy, Stupid, Love. en Crush.
Sinds 2017 speelt Reed ook een hoofdrol in het vierde seizoen van de serie Gotham als Sofia Falcone.
- Gemeinsame Normdatei: 1166182142
- International Standard Name Identifier: 0000 0003 7742 9561
- Library of Congress Control Number: no2012106018
- Système universitaire de documentation: 230685730
- Virtual International Authority File: 254937177
- WorldCat: E39PBJwMFcJkJvtDWxk8YttxjC